# Coendou baturitensis
Coendou baturitensis — нічний вид гризунів родини Erethizontidae, який зустрічається в Бразилії. Назва стосується місцевості походження, лісів на гірському хребті, схожому на висоту Брежос-де-Альтітуд на бразильському північному сході, де можна знайти фауну, відмінну від фауни навколишньої напівзасушливої Каатінги.